# Джанін
Джанін (араб. جنين, івр. ג'נין, біблійна назва Ен-Ґаннім або Ейн-Ґанім: англ. Ein-Ganeem) — місто в Палестинській Автономії (Західний берег річки Йордан).

## Історія
Місто Джанін, яке ізраїльтяни називають «розсадником палестинського терроризму», набуло сумної слави ще в 1930-ті роки, коли Палестина знаходилася під контролем Великої Британії.
Влітку 1938 року палестинський терорист в Дженіні вбив британського колоніального чиновника. Підозрюваний у вбивстві бойовик був схоплений і розстріляний «при спробі до втечі». Тим не менше британська влада вирішила, що як покарання «більша частина міста має бути випалена». 25 серпня для цих цілей в Дженін було доставлено 4200 кілограмів вибухівки. Під час операції в Дженіні британці примушували місцевих арабів рухатися попереду своїх солдатів на тих ділянках, які вважалися замінованими. Цей метод практикувався скрізь, як тільки з'являлася найменша підозра, що поблизу можуть бути міни.

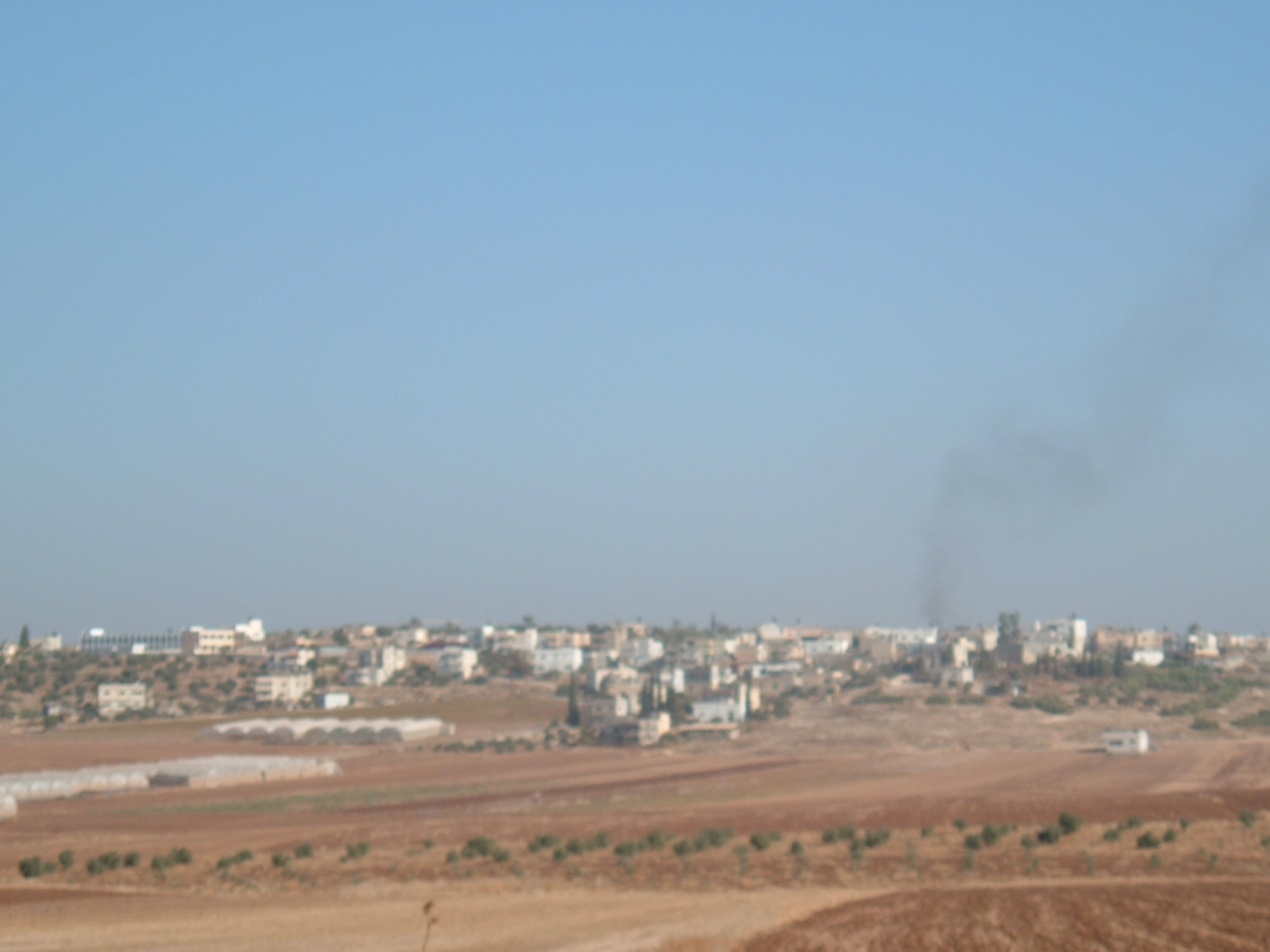
Вид на Джанін
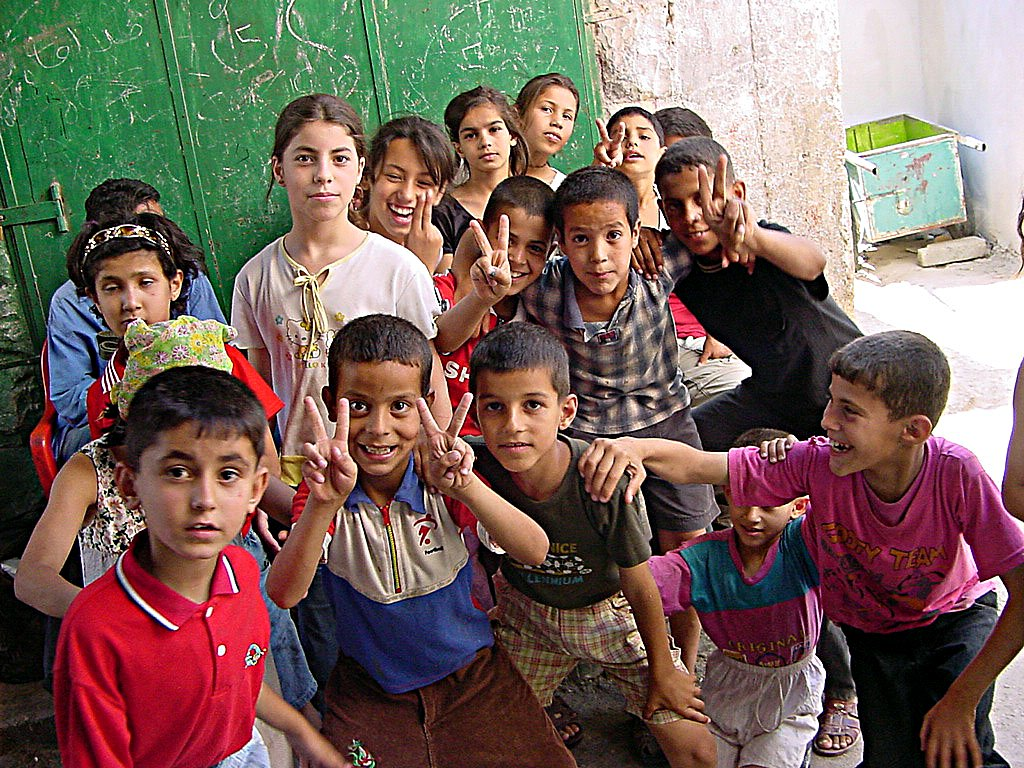
Палестинські діти в місті Джанін
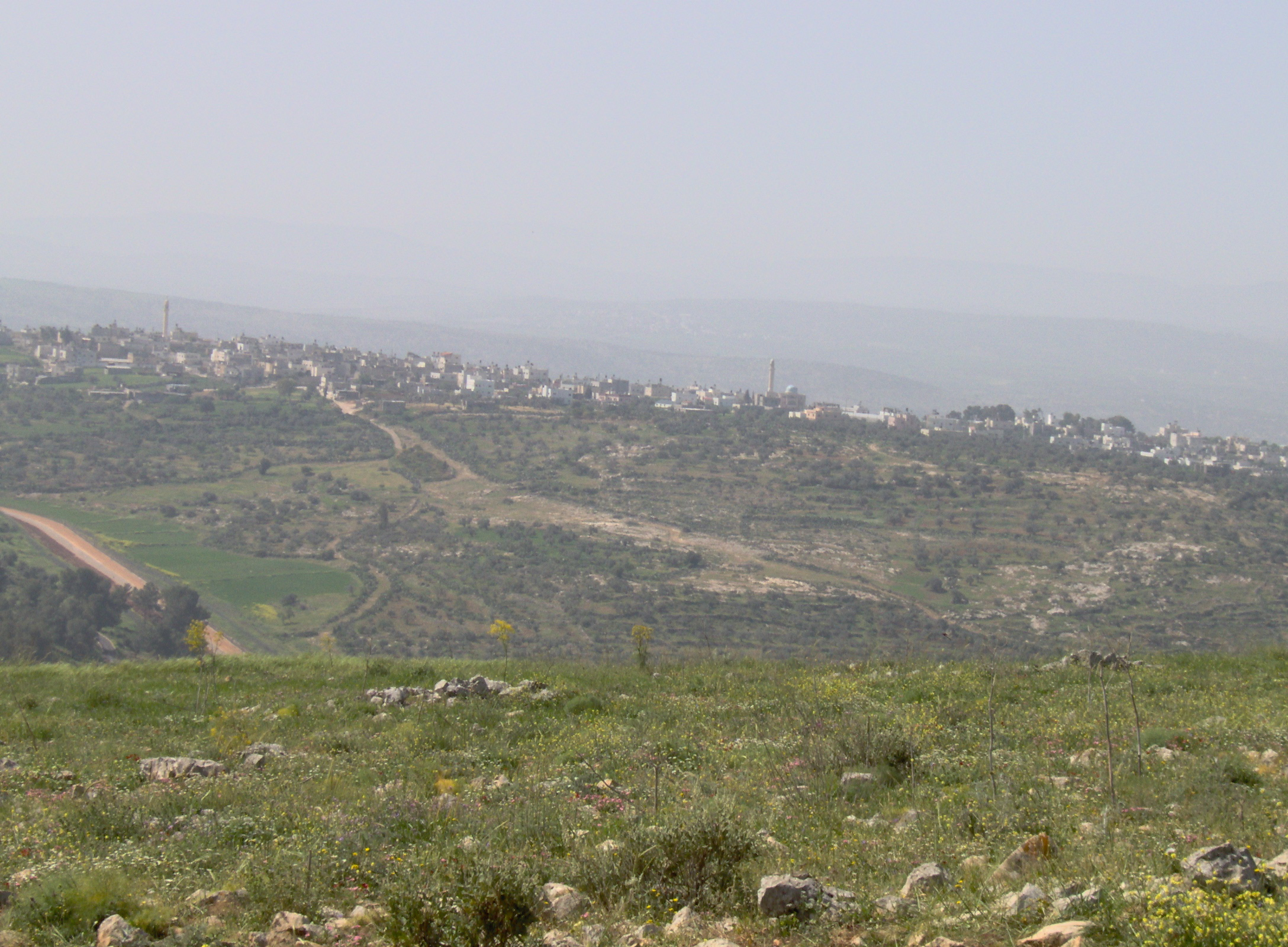
Вид на Джанін з гори Ґільбоа

## У мистецтві
Джанін відображено у документальному фільмі 2003 року «Діти Арни» (Arna's Children), який розповідає про трагічні долі дітей, які після участі у театральнім гуртку Арни Мер-Хаміс (1929—1995) завдалися до політичної діяльності, загинули чи були ув'язнені.